# 适中镇
适中镇是中国福建省龙岩市新罗区下辖的一个镇。

## 行政区划
适中镇共辖22个行政村，分别是：
莒舟村、新祠村、霞村、颜祠村、竹华村、丰田村、象山村、颜中村、溪柄村、兰田村、洋东村、中心村、中溪村、营坑村、保丰村、仁和村、上屿村、下屿村、白叶村、温庄村、坂溪村和三坑村。

## 人物
中国植物遗传育种学家、中国科学院院士谢华安为该镇保丰村人。

## 中国传统村落
2012年，中心村被评为首批“中国传统村落”。